# Jesús de la Osada García
Jesús de la Osada García (Santa Cruz de la Zarza, provincia de Toledo, 1958), doctor en Farmacia, es catedrático de Bioquímica y Biología molecular e investigador de la Universidad de Zaragoza. Su trabajo se centra en el estudio de la aterosclerosis y su prevención mediante estrategias nutricionales. 

## Formación académica
Tras obtener la licenciatura en Farmacia por la Universidad Complutense de Madrid en 1980, compaginó su labor como Farmacéutico Interno Residente en el Hospital Puerta de Hierro de Madrid con la realización de la tesis doctoral bajo la dirección de la doctora Evangelina Palacios Alaiz (Universidad Complutense). Su experiencia internacional comenzó en Boston (EE. UU.) donde trabajó en la Universidad de Tufts en el Laboratorio de Nutrición y Genética dirigido por el doctor José María Ordovás. 
Una vez incorporado a la Universidad de Zaragoza, completó su formación investigadora en Chapell Hill (Universidad de Carolina del Norte, EE. UU.), uniéndose al equipo liderado por los doctores Nobuyo Maeda y Oliver Smithies, galardonado este último con el premio Nobel en 2007.

## Actividad profesional
Actualmente es catedrático de Bioquímica y Biología Molecular en la Universidad de Zaragoza, donde imparte docencia en los grados de Medicina, Veterinaria y Biotecnología, y dirige tesis doctorales a estudiantes de áreas biomédicas, tanto nacionales como internacionales.
En su faceta investigadora, lidera el grupo de referencia del Gobierno de Aragón “Dieta mediterránea y su potencial nutracéutico”  que tiene como objetivo el estudio de los componentes de la dieta mediterránea, en particular, del aceite de oliva virgen, y su papel en la prevención de la aterosclerosis, así como los mecanismos implicados en su acción. Este grupo está integrado en el Instituto Agroalimentario de Aragón (IA2), en el Instituto de Investigación Sanitaria de Aragón (IIS Aragón) y en el Centro de Investigación Biomédica en Red, Fisiopatología de la Obesidad y Nutrición (CIBER-OBN).
Fruto de este trabajo son sus  contribuciones internacionales al conocimiento científico del aceite de oliva virgen y sus componentes en la prevención de esta patología. 

### Reconocimientos
Es miembro de la Sociedad Española de Bioquímica y Biología Molecular, de la que es cónsul en Aragón, y de la Sociedad Española de Arteriosclerosis.
Asimismo, es miembro de número de la Real Academia de Doctores de España, de la Academia de Farmacia del Reino de Aragón y de la Cofradía Internacional de Investigadores de Toledo, y académico correspondiente de la Real Academia Nacional de Farmacia y de la Academia de Medicina de Zaragoza.
Aunque afincado en tierras aragonesas, mantiene una estrecha relación con su pueblo manchego natal, del que fue Pregonero en sus fiestas en 2007 y ha participado en la emisora de radio local. 

### Algunas publicaciones
- Bidooki SH, Alejo T, Sánchez-Marco J, Martínez-Beamonte R, Abuobeid R, Burillo JC, Lasheras R, Sebastian V, Rodríguez-Yoldi MJ, Arruebo M, Osada J. Squalene Loaded Nanoparticles Effectively Protect Hepatic AML12 Cell Lines against Oxidative and Endoplasmic Reticulum Stress in a TXNDC5-Dependent Way. Antioxidants (Basel). 2022; 11:581. PMID: 35326231.

- Lou-Bonafonte JM, Martínez-Beamonte R, Sanclemente T, Surra JC, Herrera-Marcos LV, Sanchez-Marco J, Arnal C, Osada J. Current Insights into the Biological Action of Squalene. Mol Nutr Food Res. 2018; 62:e1800136. PMID: 29883523.

- Herrera-Marcos LV, Lou-Bonafonte JM, Arnal C, Navarro MA, Osada J. Transcriptomics and the Mediterranean Diet: A Systematic Review. Nutrients. 2017; 9:472. PMID: 28486416.

- Lou-Bonafonte JM, Arnal C, Navarro MA, Osada J. Efficacy of bioactive compounds from extra virgin olive oil to modulate atherosclerosis development. Mol Nutr Food Res. 2012; 56:1043-57. PMID: 22760979.

- Guillén N, Acín S, Navarro MA, Surra JC, Arnal C, Lou-Bonafonte JM, Muniesa P, Martínez-Gracia MV, Osada J Conocimiento de la acción biológica del aceite de oliva virgen extra mediante el uso del ratón carente de la apolipoproteína E. Rev Esp Cardiol. 2009; 62:294-304. PMID: 19268075.

- Guzmán MA, Navarro MA, Carnicer R, Sarría AJ, Acín S, Arnal C, Muniesa P, Surra JC, Arbonés-Mainar JM, Maeda N, Osada J. Cystathionine beta-synthase is essential for female reproductive function. Hum Mol Genet. 2006; 15:3168-76. PMID: 16984962.

- Calleja L, París MA, Paul A, Vilella E, Joven J, Jiménez A, Beltrán G, Uceda M, Maeda N, Osada J. Low-cholesterol and high-fat diets reduce atherosclerotic lesion development in ApoE-knockout mice. Arterioscler Thromb Vasc Biol. 1999; 19:2368-75. PMID: 10521366.

- Watanabe M, Osada J, Aratani Y, Kluckman K, Reddick R, Malinow MR, Maeda N. Mice deficient in cystathionine beta-synthase: animal models for mild and severe homocyst(e)inemia. Proc Natl Acad Sci U S A. 1995; 92:1585-9. PMID: 7878023.

- Maeda N, Li H, Lee D, Oliver P, Quarfordt SH, Osada J. Targeted disruption of the apolipoprotein C-III gene in mice results in hypotriglyceridemia and protection from postprandial hypertriglyceridemia. J Biol Chem. 1994; 269:23610-6. PMID: 8089130.